# 埔里交流道
埔里交流道為臺灣國道六號的交流道，位於臺灣南投縣埔里鎮牛眠山，指標為34k。僅設東向出口與西向入口。
|  | 34 埔里 |  | 國姓 埔里 |

## 外部連結
- 國道六號埔里交流道、埔里端示意圖 （页面存档备份，存于）（交通部高速公路局）